# Lutz Eigendorf
Lutz Eigendorf (ur. 16 lipca 1956 w Brandenburgu, zm. 7 marca 1983 w Brunszwiku) – niemiecki piłkarz (NRD) występujący na pozycji pomocnika, reprezentant kraju, piłkarz uchodzący za jeden z największych talentów w historii NRD-owskiej piłki nożnej.

## Kariera piłkarska
Lutz Eigendorf karierę piłkarską rozpoczął w juniorskim zespole Motor Süd Brandenburg. W 1970 roku przeniósł się do juniorskiego zespołu Dynama Berlin, z którym w 1974 roku podpisał profesjonalny kontrakt. W sezonie 1978/1979 zdobył z klubem mistrzostwo NRD. W 1980 roku po rocznym zawieszeniu przeszedł do występującej w Bundeslidze 1. FC Kaiserslautern, z którym w sezonie 1980/1981 dotarł do finału Pucharu Niemiec a w sezonie 1981/1982 dotarł do półfinału Pucharu UEFA. W 1982 roku przeszedł do Eintrachtu Brunszwik, który okazał się ostatnim klubem w życiu Eigendorfa. Lutz Eigendorf łącznie w rozegrał 161 meczów ligowych i strzelił w nich 16 bramek.

## Kariera reprezentacyjna
Lutz Eigendorf w reprezentacji NRD zadebiutował 30 sierpnia 1978 roku na Steigerwaldstadion w Erfurcie w zremisowanym 2:2 meczu towarzyskim z reprezentacją Bułgarii, w którym również strzelił swoje dwa pierwsze gole w reprezentacji. Ostatniego gola w reprezentacji NRD strzelił 6 września 1978 roku w wygranym 2:1 meczu z reprezentacją Czechosłowacji rozegranym na Bruno-Plache-Stadion w Lipsku. Ostatni mecz w reprezentacji NRD rozegrał 11 lutego 1979 roku w Bagdadzie w przegranym 1:2 meczu towarzyskim z reprezentacją Iraku. Lutz Eigendorf łącznie w reprezentacji NRD rozegrał 6 meczów i strzelił 3 gole.

### Mecze w reprezentacji
| L.p. | Data       | Miasto    | Przeciwnik     | Gol       | Wynik | Rozgrywki     |
| ---- | ---------- | --------- | -------------- | --------- | ----- | ------------- |
| 1.   | 30.08.1978 | Erfurt    | Bułgaria       | Gol · Gol | 2:2   | Towarzyski    |
| 2.   | 06.09.1978 | Lipsk     | Czechosłowacja | Gol       | 2:1   | Towarzyski    |
| 3.   | 04.10.1978 | Halle     | Islandia       |           | 3:1   | El. Euro 1980 |
| 4.   | 15.11.1978 | Rotterdam | Holandia       |           | 0:3   | El. Euro 1980 |
| 5.   | 09.02.1979 | Bagdad    | Irak           |           | 1:1   | Towarzyski    |
| 6.   | 11.02.1979 | Bagdad    | Irak           |           | 1:2   | Towarzyski    |

## Sukcesy

### Dynamo Berlin
- Mistrzostwo NRD: 1979

### FC Kaiserslautern
- Finalista Pucharu Niemiec: 1981
- Półfinalista Pucharu UEFA: 1982

## Ucieczka na Zachód
20 marca 1979 roku, po meczu towarzyskim pomiędzy Dynamem Berlin i 1. FC Kaiserslautern, zespół Dynama Berlin zatrzymał się w Gießen w drodze powrotnej do Berlina. Eigendorfowi udało się odłączyć od reszty zespołu, wskoczył do taksówki i uciekł z powrotem do Kaiserslautern, chcąc grać dla 1. FC Kaiserslautern. Jednak z powodu zdrady Dynama Berlin został przez UEFA zawieszony w prawach zawodnika na rok i przez ten czas pracował jako trener młodzieży 1. FC Kaiserslautern.
To nie był pierwszy przypadek, kiedy wschodnioniemiecki sportowiec uciekł z kraju, lecz ten był szczególnie dotkliwy. Klub Eigendorfa Dynamo Berlin był pod patronatem Stasi – tajnej policji państwowej w NRD, a także cieszył się osobistą sympatią szefa organizacji, Ericha Mielke. Zapewniał on, że w skład klubu wchodzili najlepsi zawodnicy w kraju, jak również stosował manipulację wynikami na rzecz Dynama Berlin. Po ucieczce Lutz Eigendorf publicznie skrytykował władze NRD w zachodnich mediach.
Jego żona Gabriele pozostała w Berlinie z córką i zostały one umieszczone pod stałym nadzorem policji. Prawnicy pracujący dla Stasi szybko zorganizowali rozwód małżeństwa Eigendorfów i Gabriele ponownie wyszła za mąż. Jej nowy mąż w końcu ujawnił jako Lothario – agent policji państwowej, którego zadaniem było szpiegowanie żony Eigendorfa podczas ich romansu.

## Śmierć
W 1982 roku Lutz Eigendorf, będący pod stałą kontrolą Stasi, która zatrudniała wielu zachodnich Niemców jako informatorów, przeszedł do Eintrachtu Brunszwik. 5 marca 1983 roku Eigendorf został ciężko ranny w wypadku drogowym – jego Alfa Romeo Alfetta GTV zderzyła się z drzewem. Prawdopodobnie Eigendorfa oślepiła ciężarówka włączając reflektory. Po dwóch dniach 7 marca 1983 roku Lutz Eigendorf zmarł w szpitalu w Brunszwiku. Sekcja zwłok wykazała wysoki poziom alkoholu we krwi, mimo zeznań ludzi, według których Eigendorf spotkał się tego wieczoru ze znajomymi w pubie Cockpit w Brunszwiku i wypił niewielką ilość piwa.

### Ujawnione morderstwo
Po zjednoczeniu Niemiec w 1990 roku i otwarciu akt Służby Bezpieczeństwa byłej NRD okazało się, że wypadek drogowy z udziałem Eigendorfa był zamachem na jego życie zaaranżowanym przez Stasi, co było od dawna podejrzewane. Sprawozdanie podsumowujące tamte wydarzenia zostało upublicznione w niemieckiej telewizji w dniu 22 marca 2000 roku. Podsumowywało ono szczegółowe dochodzenie Heriberta Schwana w filmie dokumentalnym „Tod dem Verräter” („Śmierć zdrajcy”).10 lutego 2010 roku były szpieg NRD ujawnił, że Stasi poleciło mu zabić Eigendorfa, czego jednak nie uczynił.